# Rue Bailleul
La rue Bailleul est une voie ancienne du 1er arrondissement de Paris, en France.

## Situation et accès
Située quartier des Halles dans le 1er arrondissement de Paris, la rue Bailleul débute au 37, rue de l'Arbre-Sec et finit au 10, rue du Louvre.

## Origine du nom
La rue porte le nom de Robert Bailleul, clerc des comptes, qui habitait une maison à l'angle de la rue des Poulies.
Au nombre de ses descendants, on compterait : Nicolas de Bailleul, chevalier, seigneur de Watrelos-sur-Mer et de Choisy-sur-Seine, conseiller d'État et lieutenant civil à Paris, puis prévôt des marchands de 1622 à 1627, et Michel Le Bailleul, sieur de Soisy, conseiller au Parlement, puis surintendant des finances, mort en l'année 1653.

## Historique
En 1271, 1300, 1315 et jusqu'au début du XVe siècle, cette voie se dénommait alors « rue d'Averon », « rue d'Avron » et « rue Daveron, ».
Cette voie est citée dans Le Dit des rues de Paris de Guillot de Paris sous la forme « rue Daveron ».
En 1423, elle prend le nom de « rue Bailleul ». 
Elle est citée sous le nom de « rue Bailleul  », dans un manuscrit de 1636 dont le procès-verbal de visite, en date du 22 avril 1636, indique qu'elle est « salle, boueuse et remplie d'immundices et de plus avons particulièrement veu quantité de fumiers compiliez avec boues, qui arrestent le cours des eaues des ruisseaux ».
En 1702, la voie, qui fait partie du quartier du Louvre, comporte 10 maisons et 4 lanternes.
La rue de Bailleul communiquait autrefois avec la rue Saint-Honoré par le passage de l'hôtel d'Aligre.
Une décision ministérielle du 26 brumaire an XI (17 novembre 1802), signée Chaptal, fixe la largeur de la rue à 7 mètres. Une ordonnance royale du 23 juillet 1828 porte la largeur à 10 mètres.
Au XIXe siècle, cette voie alors dans l'ancien 4e arrondissement de Paris, quartier Saint-Honoré, cette voie commençait, jusqu'en 1844, aux 37-39, rue de l'Arbre-Sec et se terminait aux 4-6, rue des Poulies,,.
Les numéros de la rue étaient rouges. Le dernier numéro impair était le 13 et le dernier numéro pair était le 18.

## Bâtiments remarquables et lieux de mémoire
- Au XVIe siècle se trouvait au no 10 l'hôtel de Schomberg qui devient au siècle suivant l'hôtel d'Aligre. Détruit au XVIIe siècle, il en restait des traces visibles rue Jean-Tison jusqu'en 1854[1].

## Pour approfondir